# 章锐夫
章锐夫（1944年7月—），浙江绍兴人。中国共产党党员。中央财经大学毕业。历任湖南省财政厅副厅长、厅长；兼任湖南省地方税务局局长。2003年1月任中国人民政治协商会议湖南省委员会副主席，2011年2月正式退休。